# IC 1806
IC 1806 ist eine elliptische Galaxie vom Hubble-Typ E3 im Sternbild Widder nördlich der Ekliptik. Sie ist schätzungsweise 460 Millionen Lichtjahre von der Milchstraße entfernt und hat einen Durchmesser von etwa 95.000 Lj.

Im selben Himmelsareal befinden sich u. a. die Galaxien IC 1802, IC 1804, IC 1807, IC 1809.
Das Objekt wurde am 16. Januar 1896 von Stéphane Javelle entdeckt.